# Zlib
zlib은 C로 작성된 데이터 압축 라이브러리의 일종이다. 제작자는 Jean-Loup Gailly와 Mark Adler. 첫 공식 버전 0.9는 1995년 5월 1일에 출시하였으며 처음에는 libpng 이미지 라이브러리의 사용을 위해 고안되었다. 라이선스는 zlib 라이선스를 따르며 현재 최신 안정 버전은 2017년 1월 15일에 나온 1.2.11이다.
2007년 3월 기준으로, 코베리티(Coverity Coverity)의 미국 국토 안보부 지원 실험 오픈소스 프로젝트에 포함되어 있으며 gzip 파일 압축 프로그램에 쓰이는 DEFLATE 압축 알고리즘의 추상화 계층을 비롯해 다양한 분야에 쓰이고 있다.

## 응용 프로그램
오늘날 zlib은 zlib과 DEFLATE가 표준 문서에서 빈번히 쓰이는 것을 미루어볼 때 de facto 표준이라고 할 수 있다. 수많은 응용 프로그램은 직간접적으로 압축을 위해 zlib을 사용하고 있다:
- 리눅스 커널
- libpng
- 아파치 HTTP 서버
- 오픈SSH 클라이언트, 서버
- 오픈SSL, GnuTLS 보안 라이브러리
- FFmpeg 멀티미디어 라이브러리
- rsync 원격 파일 동기화 프로그램
- dpkg, RPM 패키지 매니저
- 서브버전, CVS 버전 관리

zlib은 또한 코드가 포팅하기 쉽고 라이선스에서 자유로울뿐 아니라 메모리를 비교적 얼마 사용하지 않아서 수많은 임베디드 장치에 쓰인다.

## 같이 보기
- ZIP (파일 포맷)
- RFC 1950, RFC 1951, RFC 1952

## 참조
1. ↑  "[Zlib-announce zlib 1.3.1 released"]; 저자 이름: Adler, Mark; 출판 날짜: 2024년 1월 22일; 확인한 날짜: 2024년 1월 23일.
2. ↑  Press release: Critical Open Source Software Projects Receive 6,000 Bug Fixes in First Year of Coverity Scan Site 보관됨 2007-12-12 - 웨이백 머신 2007년 12월 10일 확인
3. ↑  Gailly, Jean-loup & Adler, Mark (2002년 4월 18일) zlib 응용 프로그램